# Владимирский 13-й уланский полк
13-й уланский Владимирский полк — кавалерийская часть (уланский полк) Русской императорской армии. В 1875 — 1918 годах входил в состав 13-й кавалерийской дивизии.

## История
Полк ведёт свое начало от драгун полковника М. С. Жданова и имеет старшинство с 27 мая 1701 года, хотя ещё 23 декабря 1700 года ближнему боярину князю Борису Алексеевичу Голицину были поручены Петром I набор и формирование 10 драгунских полков в низовых городах; 21 мая 1701 года полк был на смотре Шереметева.
Боевое крещение полк получил 29 декабря 1701 года (9 января 1702 года) в сражении при Эрестфере.
С 1702 года полк именуется по имени нового командира полка князя П. Ф. Мещерского, а с 10 марта 1708 года получил название — Владимирский.
В баталии под Лесной, 28 сентября 1708 года, из строя выбыло до 100 человек личного состава подразделения. Владимирский полк участвовал в Полтавской битве, а под Браиловым 13 июля 1711 года стоял в первой линии, и спешенные владимирцы, с генералом Ренне впереди, отважно атаковали неприятельские укрепления.

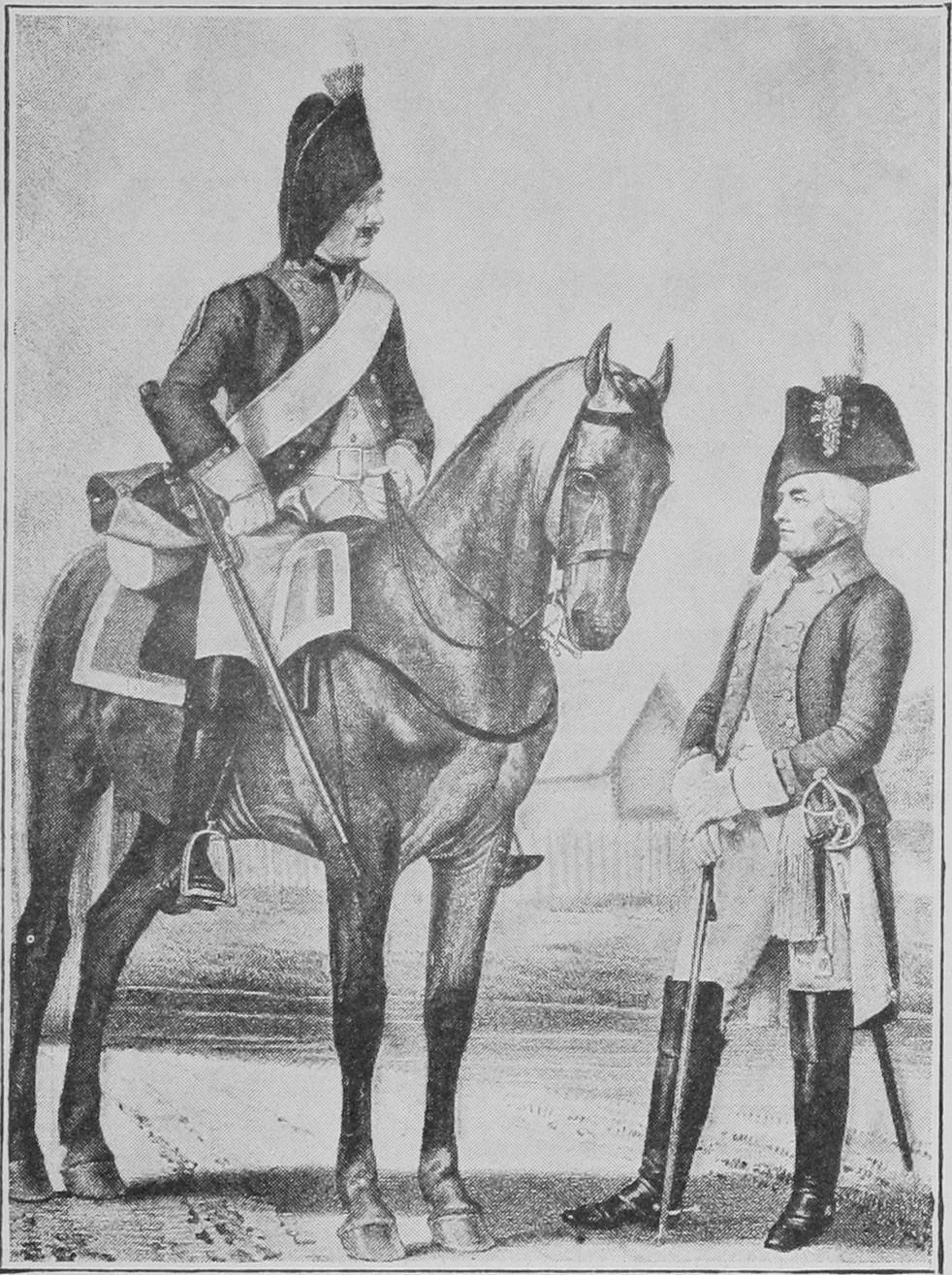
Рядовой и офицер Владимирского драгунского полка (1797—1801 гг.)

В течение нескольких месяцев 1727 года полк именовался по месту стоянки «Алатырским».
С 1777 года полк более тридцати лет находился сперва на Северном Кавказе, а затем в Закавказье. В 1779 году полком командовал барон Вильгельм Васильевич Шульц фон Ашераден.
В штурме Анапы в ночь на 22 июня 1791 года, полковой командир бригадир Поликарпов в самую критическую минуту бросился в атаку с владимирцами и тем способствовал решительному успеху; за свой подвиг Поликарпов был награжден Орденом Святого Георгия 3-й степени и был отправлен к российской императрице Екатерине II с ключами крепости. В этом бою полк потерял 8 офицеров и 245 нижних чинов.
В последний год царствования Екатерины II полк принял участие в персидском походе.
В 1795 году к полку был присоединён драгунский Воронежский полк. В 1880—1801 гг. шефом полка был Д. Д. Шепелев.
В Отечественную войну 1812 года Владимирский полк принимал участие во многих ключевых сражениях против наполеоновской армии. Командовал им с 1809 года полковник И. В. Аргамаков.

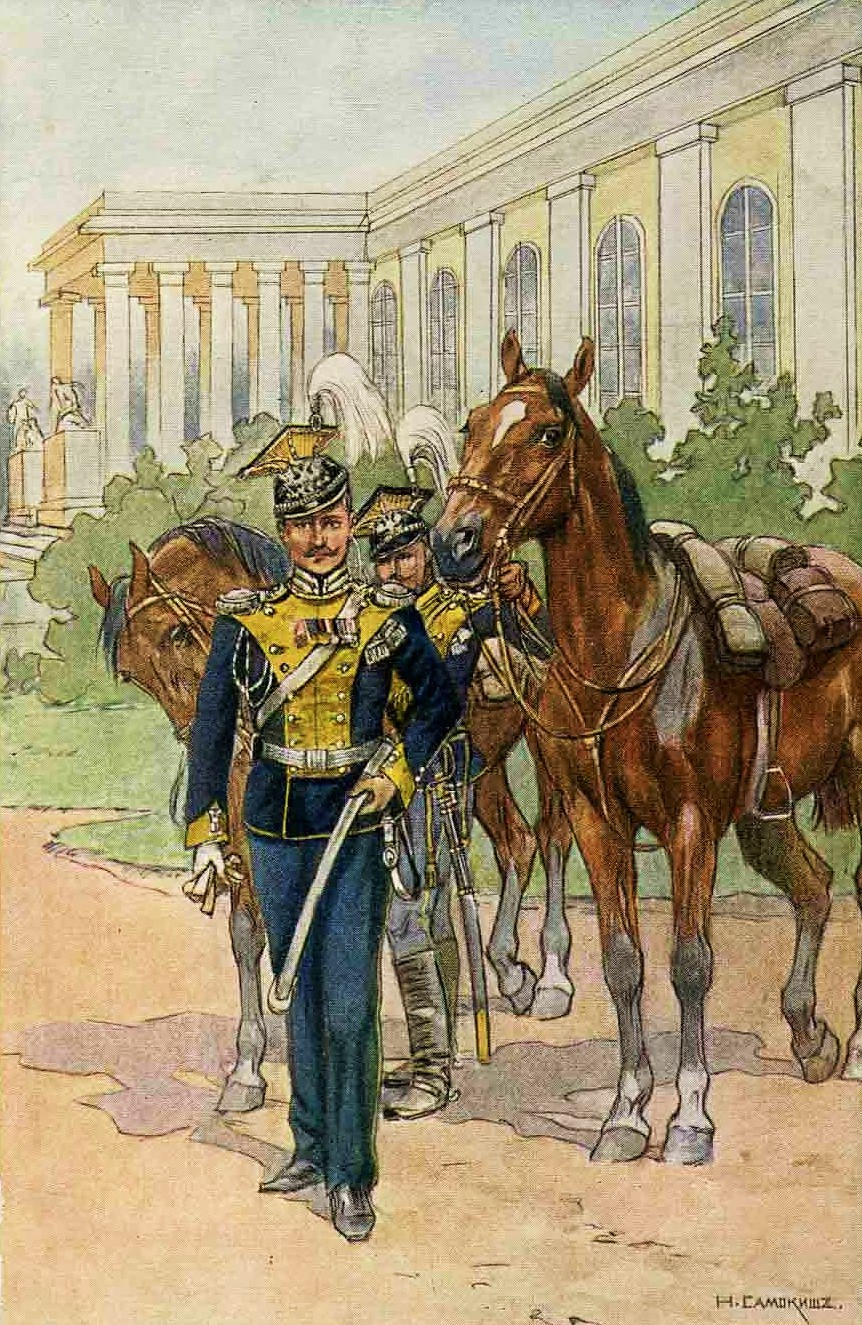
Обер-офицер 13-го уланского полка, художник Николай Самокиш

17 декабря 1812 года полк был переименован в уланский.
Шефом полка 26 августа 1826 года был назначен великий князь Михаил Павлович; 19 сентября 1849 года — великий князь Михаил Николаевич.
В 1868—1870 гг. полком командовал принц Николай Петрович Ольденбургский, 1870—1875 гг. — Д. П. Дохтуров.
В Русско-турецкую войну 1877—78 гг. полк входил с состав Рущукского отряда. За отличия 21 июля 1878 года полку были пожалованы знаки на головные уборы с надписью: «За отличие в турецкую войну 1877—78 гг.».
В период 18.08.1882 — 6.12.1907 гг. — «38-й драгунский Владимирский Его Императорского Высочества великого князя Михаила Николаевича полк». С 8 июля 1891 по 5 мая 1893 года командиром полка был полковник Ф. К. Гершельман; с 24 мая 1893 по 12 ноября 1897 года — полковник В. В. Сахаров, с 24 ноября 1897 до 1903 года — полковник Н. А. Сухомлинов, с 20 марта 1903 по 20 мая 1905 — полковник В. В. Мейнард, в 1909—1911 гг. — полковник барон Карл Густав Эмиль Маннергейм (будущий президент Финляндии).
Во время Первой мировой войны Владимирский 13-й уланский полк действовал на Юго-Западном фронте в составе 13-й кавалерийской дивизии 7-го кавалерийского корпуса 11-й армии.
Полк был расформирован в 1918 году.

## Командиры
- 03.07.1853 — 18.12.1856 — полковник (с 08.09.1855 генерал-майор) Кубаровский, Михаил Иванович
- 18.12.1856 — 30.09.1861 — полковник фон Дерфельден, Платон Христофорович
- 21.10.1861 — 07.01.1868 — полковник Баумгартен, Константин Ермолаевич
- 07.01.1868 — 11.02.1868 — полковник барон Шиллинг, Фабиан Густавович
- 11.02.1868 — 21.08.1870 — полковник принц Ольденбургский, Николай Петрович
- 21.08.1870 — 14.10.1875 — полковник Дохтуров, Дмитрий Петрович
- 14.10.1875 — 05.11.1876 — полковник Туткевич, Яков Ильич
- 05.11.1876 — 16.08.1880 — полковник Бехтеев, Иван Михайлович
- 16.08.1880 — 20.12.1889 — полковник Винтулов, Николай Александрович